# Шингарь (приток Сухоны)

Шингарь — река в России, протекает в Вологодской области, в Междуреченском районе. Устье реки находится в 464 км по правому берегу реки Сухона. Длина реки составляет 31 км.
Шингарь образуется слиянием Белого Шингаря (правая составляющая) и Чёрного Шингаря (левая составляющая) в деревне Пустошново (Сельское поселение Ботановское). После образования Шингарь течёт на северо-запад, протекает деревни Лаврентьево и Шингарские Исады после чего входит в Архангельское болото. За 4 км до устья принимает в этих болотах слева крупнейший приток — Толшму. За километр до устья слева впадает ещё один приток — Шуйский Пучкас. В устье реки расположена пристань на Сухоне — «Устье реки Шингарь».

## Данные водного реестра
По данным государственного водного реестра России относится к Двинско-Печорскому бассейновому округу, водохозяйственный участок реки — Северная Двина от начала реки до впадения реки Вычегда, без рек Юг и Сухона (от истока до Кубенского гидроузла), речной подбассейн реки — Сухона. Речной бассейн реки — Северная Двина.
По данным геоинформационной системы водохозяйственного районирования территории РФ, подготовленной Федеральным агентством водных ресурсов:
- Код водного объекта в государственном водном реестре — 03020100312103000006998
- Код по гидрологической изученности (ГИ) — 103000699
- Код бассейна — 03.02.01.003
- Номер тома по ГИ — 03
- Выпуск по ГИ — 0